# 七个世界，一个星球
《七个世界，一个星球》（英語：Seven Worlds, One Planet），是英国广播公司自然历史部于2019年推出、由大衛·愛登堡担任旁白及主持的自然紀錄片，本片于2019年10月27日于英国首播，制作时间横跨五年，多达千人参与拍摄工作，拍摄地点遍及四十多个地方。本片的配乐由漢斯·季默担任，继《地球脉动2》和《藍色星球2》后再度和英国广播公司合作，并和希雅共同制作片尾曲《Out There》。

## 英国国外播出情况
在中国大陆，该片于2019年10月21日在北京举办首映礼，并于10月28日起在央视纪录频道和腾讯视频播出，由武文旁述。此外该片于同年11月2日在英國廣播公司美國台、11月3日在BBC自然知性台首播。

## 每集内容
| 集數 | 標題   | 出品人         | 首播日期       | 英国收視人數 （百萬） |
| ---- | ------ | -------------- | -------------- | --------------------- |
| 1    | 南极洲 | Fredi Devas    | 2019年10月27日 | 8.98                  |
| 2    | 亚洲   | Emma Napper    | 2019年11月3日  | 8.86                  |
| 3    | 南美洲 | Chadden Hunter | 2019年11月10日 | 8.44                  |
| 4    | 大洋洲 | Emma Napper    | 2019年11月17日 | 8.28                  |
| 5    | 欧洲   | Giles Badger   | 2019年11月24日 | 8.53                  |
| 6    | 北美洲 | Chadden Hunter | 2019年12月1日  | 7.95                  |
| 7    | 非洲   | Giles Badger   | 2019年12月8日  | 7.68                  |

收视率来源：廣播受眾研究會官网